# Aserbaidschanische Musik
Die aserbaidschanische Musik ist nach ihrer Tradition im Wesentlichen vokal und lässt sich grob in die Bereiche klassische städtische Musik des Muğam und in die eher ländliche Musik der volkstümlichen Sänger (Aşık, arabisch عاشق, DMG ʿĀšiq ‚der Liebende‘) unterteilen. Hinzu kommen seit dem Ende des 19. Jahrhunderts eine an der westlichen Klassik orientierte symphonische Musik und seit Mitte des 20. Jahrhunderts eigene Formen des Jazz.

## Die Volksmusik der Barden
Aşık (georg. აშუღი, armen. աշուղ zu arab. عاشق der Liebende) ist die Bezeichnung für einen Geschichtenerzähler und Volksliedsänger in Aserbaidschan und der Türkei. Dieselbe Tradition existiert seit vorislamischer Zeit in der gesamten Kaukasus-Region. In Aserbaidschan ist sein Hauptinstrument die Laute saz; er kann zusätzlich von einem Blasinstrument (z. B. der Kurzoboe balaban, ähnlich der türkischen mey) und einem Schlaginstrument (z. B. der kleinen Röhrentrommel nağara) begleitet werden. Zwei balaban spielen üblicherweise als Gruppe balabanchylar dastasi mit einer nağara zusammen.
Die Musik besteht aus Melodietypen (hava, pers. ﺍﻭﻫ, Luft), die eigene Namen tragen (z. B. Koroğlu, Misri); ihre Gesamtzahl dürfte etwa 100 sein. Die Texte bestehen einerseits aus kürzeren Gedichten (z. B. vom Typ qoşma, Vierzeiler mit elfsilbigen Versen) galanten, moralischen oder religiösen Inhalts, andererseits aus längeren lyrischen oder epischen Balladen (dastan) wie z. B. Koroğlu, Äsli vä Käräm oder Leyli vä Mäcnun. Tendenziell ist die Volksmusik der Aschugen eher im ländlichen Raum bzw. im Süden Aserbaidschans und der angrenzenden iranischen Region gleichen Namens beheimatet.

## Die Kunstmusik

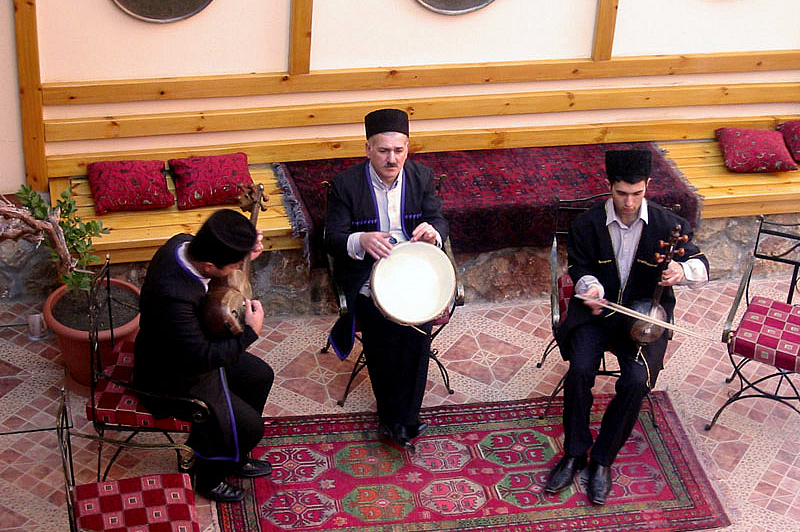
Muğam-Trio

Der Begriff Muğam (zu arab. مقام Standort) meint sowohl klassische Musik als auch Modus, da wie in vielen asiatischen Musikkulturen ein modales Melodiekonzept zugrunde liegt. Die engsten Verbindungen bestehen zum persischen Maqām. Ein muğam besitzt eine grundlegende modale Substanz (mayä) und einzelne Charakteristika (şöbä, guşä). Entwickelt sich ein muğam, so kann ein komplexes modales System (dästgah) entstehen. Die zwölf aserbaidschanischen muğamlar gliedern sich in sieben Haupt- (rast, şur, segah, çahargah, bayatı-şiraz, şüştär, humayun) und fünf Nebenmodi (mahur (mahurı hindi, orta mahur), bayatı-kürd, bayatı-qacar, nava-nişapur, rähab (auch rahāb oder rahāvand)). Die typische Instrumentierung besteht aus Langhalslaute (tar), Stachelfidel (kamança) und Rahmentrommel (däf). Die Texte entstammen oft der klassischen Lyrik (von Nezāmi, Näsimi, Füzuli u. a., etwa in der Form des qäzäl). Die Kunst des Muğam ist eher den Städten bzw. dem Norden Aserbaidschans zuzuordnen.

### Zwischenformen
Als Mischformen zwischen Volks- und Kunstmusik lassen sich das rhythmisierte Muğam (zärbi-muğam, zarbi), Lieder einfacheren Charakters (täsnif, tasnif) und Tanzweisen (räng, reng, rang) ansehen, die auch in die freie Interpretation eines Muğam eingefügt werden können.

## Westliche Einflüsse
Auf dem Weg über Russland entstand ab Ende des 19. Jahrhunderts eine symphonische Musik in Aserbaidschan, die an die Tradition des Muğam anknüpft und deren führender Vertreter Üzeyir Hacıbəyov (1885–1948) war.
Aus dem angelsächsischen Raum wurde wenig später und dann erneut in den 1960er-Jahren Jazz (caz-muğam) beliebt. Bekannt sind der Komponist und Pianist Vaqif Mustafazadä und die Pianistin und Sängerin Aziza Mustafa Zadeh. Ende des 20. Jahrhunderts entstand eine aserbaidschanische Popmusik.